# Main Street (Queens)
A Main Street é uma das principais ruas norte-sul do bairro de Queens em Nova York, estendendo-se do Queens Boulevard em Briarwood ao Northern Boulevard em Flushing. Criada no século XVII como uma das estradas principais de Flushing, a Main Street foi alongada em vários pontos de sua existência.

## Descrição da rota
A Main Street corre relativamente de norte a sul com duas a três pistas em cada direção e serve como a estrada principal para Flushing, Queens. Do norte, ela tem inicio no Northern Boulevard em Downtown Flushing, também conhecido como Flushing Chinatown, um dos maiores enclaves asiáticos da cidade de Nova York. Ao sul da Roosevelt Avenue e do viaduto da Long Island Rail Road, a Kissena Boulevard (antiga Jamaica Road) se ramifica na Main Street em um triângulo, antes de viajar em um curso paralelo. Depois de passar pelo Kissena Park, a Main Street cruza com a Long Island Expressway ao norte do Queens College.